# Vladímir Albitski
Vladímir Albitski (rus: Альби́цкий Влади́мир Алекса́ндрович)  (Chisinau, 4 de juny de 1891 (Julià) - Simeiz, 15 de juny de 1952), (rus: Владимир Александрович Альбицкий, va ser un astrònom rus/soviètic.
A la literatura de vegades es refereix a l'ell com a W. A. Albizkij, encara que el seu cognom de vegades apareix com "Albitzky".
Va arribar a l'Observatori de Simeiz (Симеиз) en Crimea en 1922, on va treballar amb Grigori Shain i Grigoriy N. Neujmin.
Va descobrir 10 asteroides en la seva carrera (acreditats sota el nom «V. Albitski»).
| Asteroides descoberts: 10 | Asteroides descoberts: 10 |
| ------------------------- | ------------------------- |
| (1002) Olbersia           | 15 d'agost de 1923        |
| (1007) Pawlowia           | 5 d'octubre de 1923       |
| (1022) Olympiada          | 23 de juny de 1924        |
| (1028) Lydina             | 6 de novembre de 1923     |
| (1030) Vitja              | 25 de maig de 1924        |
| (1034) Mozartia           | 7 de setembre de 1924     |
| (1059) Mussorgskia        | 19 de juliol de 1925      |
| (1071) Brita              | 3 de març de 1924         |
| (1283) Komsomolia         | 25 de setembre de 1925    |
| (1330) Spiridonia         | 17 de febrer de 1925      |